# ベルリン会議 (アフリカ分割)

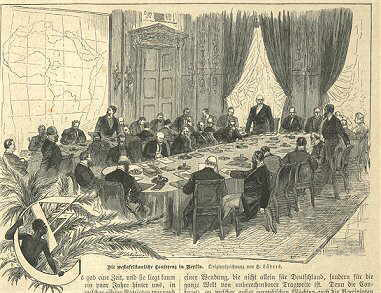
ベルリン会議

ベルリン会議（ベルリンかいぎ、独: Kongokonferenz、英: Berlin Conference）は、1884年11月15日から1885年2月26日までドイツ帝国の首都ベルリンで開催された国際会議。列強のコンゴ植民地化をめぐる対立の収拾が図られるとともに、列強による「アフリカ分割」の原則が確認された。ベルリン・コンゴ会議とも称される。

## 会議に至る経緯
ベルギー国王レオポルド2世は、植民地帝国形成の第一歩として、コンゴ植民地化に関心をよせた。1878年、上コンゴ研究委員会（のちのコンゴ国際協会）のもとで探検家スタンレーをコンゴに派遣、現地の調査や交通網の整備にあたらせた。すでにこの段階でスタンレーは数十の基地を設置し、現地勢力の長たちと様々な取り決めを結んでいた。こうした急速なベルギーのコンゴ進出に対し、以前より沿岸部の権益拡大を進めていたポルトガルが反発し、1882年にはコンゴ川河口地域における主権を宣言した。イギリスはこれを支持したが、アフリカ植民地化をめぐりイギリスと対立していたフランスは、ポルトガルを支持せずにベルギーを支持する一方、自ら探検家ピエール・ド・ブラザをアフリカ内陸部に派遣した。宰相ビスマルクのもとにあったドイツもポルトガル支持を見送った。このように、各国の思惑が交錯するなか、アフリカをめぐる一連の問題解決をめざし国際会議がドイツのベルリンで開催された。

## 参加国
イギリス、ドイツ、オーストリア＝ハンガリー、ベルギー、デンマーク、スペイン、アメリカ合衆国、フランス、イタリア、オランダ、ポルトガル、ロシア、スウェーデン＝ノルウェー、オスマン帝国の計14カ国。

## 会議の結果と影響
全7章、38条で構成されるベルリン協定が締結された。その内容は、コンゴ盆地に関するもの、奴隷貿易の禁止に関するもの、植民地分割に関するものなどである。

### コンゴ盆地
コンゴ盆地の地理的範囲を画定させた上で、同地域の自由貿易（第1章）と中立化（第3章）、コンゴ川航行の自由（第4章）が確認された。レオポルド2世下にあるコンゴ国際協会はコンゴ盆地の統治権を認められた。これにより、ベルギー国家でなくベルギー王の私財といった形でコンゴは扱われるようになり、コンゴ国際協会の改組にともなってコンゴ自由国が成立した。

### 植民地分割の原則確認
第6章において、アフリカ沿岸部における植民地化の原則が確認された。以下に示すのはその原則の根幹となる2つの条項である。
- 占領が認められる条件はヨーロッパ人の活動（通交・交易）を保障できる実効支配が行われていることが必要である。
- ある地域を最初に占領した国がその地域の領有権をもつという先占権をもつ。（沿岸部を占領した国が内陸部の併合も認められる）

この協定の締結以後、アフリカを植民地化する場合は、ベルリン協定調印諸国にその内容を通告し、会議で確認された原則を遵守することが求められた。この会議を契機として列強のアフリカ分割は本格化し、列強間の調整を通じた地図上での植民地分割が行われていった。